# Brettschneider László
Brettschneider László (Budapest, 1985. január 22. –) magyar középpályás, 2009. januárjáig a Ferencvárosi TC játékosa. Csávás László többszörös magyar bajnok síugró, olimpikon unokája.

## Pályafutása
A Breki becenévre hallgató fiatal játékos a Góliát és a Grund FC érintésével kilencévesen Fradi-mezbe bújhatott. Már a korosztályos csapatokban kimagaslott a mezőnyből, teljesítménye felkeltette Gellei Imre figyelmét is, aki a 2005/2006-os szezonra nevezte a felnőtt keretbe az ifista irányító-középpályást. 2006 áprilisában mutatkozhatott be a felnőttcsapatban, a Diósgyőr elleni NB I-es találkozón, amely 1-1-es döntetlen eredménnyel zárult. Ám az élvonalban ezzel a kilenc perccel be kellett érnie egy darabig, hiszen az FTC-t a következő szezonra az NB II-be száműzték.
A 2006/2007-es szezonban már 36 percet kapott, 4 találkozón jutott szóhoz, de nem lett stabil csapattag. A következő, 2007/2008-as idény őszén már jobban tudott produkálni, a Tököl ellenében élete első felnőtt góljaival - mindjárt kettővel - mutatkozott be, majd a Jászberény ellen az ő győztes találatával nyert a zöld-fehér csapat. Tavasszal Brettschneider térdét műteni kellett egy ciszta miatt, így a szezon második felében sajnos már nem bizonyíthatott.
Brettschneider László első nagy sikerét a Zoran Kuntic által dirigált ifjúsági csapat bajnoki címével aratta, ahol 18 gólt szerzett. Legutóbb pedig ősszel, a Tököl ellenében mutatott teljesítményével, illetőleg két góljával a mérkőzés legjobbja volt.
2009 januárjában a Ferencvárossal szerződést bontott.